# Gaëtan Gorce
Pour les articles homonymes, voir Gorce.
Gaëtan Gorce, né le 2 décembre 1958 à Luzy en France, est un homme politique français, député puis sénateur socialiste de la Nièvre entre 1997 et 2017. Depuis février 2020 secrétaire général de l’Institut François-Mitterrand, il quitte cette fonction en avril 2023.

## Biographie

### Formation
Gaëtan Gorce est licencié de droit en 1979, puis diplômé de Sciences Po en 1981 et de l'ENA en 1987, dans la promotion « Fernand Braudel » aux côtés de son futur collègue à l'Assemblée nationale Christian Paul, et où il anime le Cercle Mendès France avec notamment Stéphane Richard et Florence Parly.

### Parcours professionnel
Administrateur de la ville de Paris, puis sous-préfet et administrateur civil, Gaëtan Gorce fut collaborateur de Maurice Benassayag, délégué interministériel aux Rapatriés (1988/89), de Pierre Joxe au ministère de l'intérieur (1989-1991), d'Édith Cresson à Matignon (1991-1992) et de François Mitterrand à la présidence de la République (1992-1995).

### Parcours politique
Gaëtan Gorce est membre du Parti socialiste auquel il adhère en 1974, et où il a animé le courant Nouvelle voix. Il a ensuite initié le mouvement des Rénovateurs au sein du Parti socialiste, avec notamment Manuel Valls, Patrick Bloche, Christophe Caresche et Jean-Patrick Gille.
Tête de liste battue aux élections municipales de 1995 à Cosne-Cours-sur-Loire, il devient néanmoins conseiller municipal de cette ville jusqu'en 2001. Il est élu maire de La Charité-sur-Loire en mars 2001 et réélu en mars 2008. Il engage à ce titre un programme de réhabilitation du centre historique, fonde avec Marc Lecarpentier le Festival du Mot, creee la Cité du Mot, obtient le label « ville d’art et d’histoire ». Il choisira de ne pas se représenter au poste de maire en 2014 restant conseiller municipal dans la liste majoritaire. Président du pays Bourgogne Nivernaise qu’il a contribué à fonder, il quitte cette fonction fin décembre 2017.
Élu député de la deuxième circonscription de la Nièvre en juin 1997, (puis réélu en juin 2002 et juin 2007). Il est membre de la commission des affaires sociales, puis des finances de l'Assemblée nationale, en tant que rapporteur spécial du budget de l'emploi, puis enfin des Affaires étrangères . Secrétaire national à l'emploi du Parti socialiste (1999-2005), il est, lors de son premier mandat, rapporteur de la loi sur les 35 heures. Lors de son second mandat, il co-préside, avec Jean Leonetti la mission d'information sur l’accompagnement de la fin de vie qui débouchera sur la Loi relative aux droits des malades et à la fin de vie adoptée à l'unanimité par l'Assemblée nationale. Pour cette action, il reçoit le « prix du Trombinoscope du Député l'année » 2004.
Soutien de Ségolène Royal durant la campagne présidentielle 2007, il démissionne, au mois de juin, des instances nationales du PS et appelle à la démission du Premier secrétaire François Hollande qu'il tient pour responsable de la défaite.
Soutenant toujours Ségolène Royal au Congrès de Reims de 2008, il revient brièvement à la direction du Parti socialiste (comme secrétaire national du PS chargé de l'exclusion), avant de la quitter définitivement quelques mois plus tard.
En 2009, il s'oppose au projet de loi visant à libéraliser les jeux d'argent sur internet, jugeant l'ouverture de ce marché inopportun, notamment pour des raisons de santé publique.
Il rejoint en septembre 2009 la commission des Affaires étrangères de l'Assemblée nationale en restant vice-président du groupe socialiste, radical et citoyen responsable des Droits de l'homme. Il publie dans ce cadre un rapport sur la situation en Birmanie , après avoir rencontré à Rangoun la prix Nobel de la Paix Aung san suu Kyi, avec le député Roland Blum, Il mène aussi campagne pour obtenir la vérité sur les conditions de la disparition de l'opposant tchadien Ibni Oumar Mahamat Saleh et fait voter à l’unanimité par l’Assemblée une résolution en ce sens. Malgré des interpellations répétées, y compris au Sénat, aucun éclaircissement ne sera obtenu.
À la suite du redécoupage des circonscriptions législatives de 2010, sa circonscription disparaît. Il décide donc de se présenter aux élections sénatoriales du 25 septembre 2011. Il est alors élu sénateur de la Nièvre dès le premier tour avec 56,35 % des voix.
Membre de la commission des Lois, il est rapporteur du budget de la Commission nationale des comptes de campagne et du financement de la vie politique ainsi que du projet de loi présenté par Manuel Valls régulant les entrées et le séjour des étrangers en France.
En 2011, dénonçant l’impréparation du programme du Parti socialiste, il décide de pas intégrer l'équipe de campagne du candidat François Hollande.
Il est membre de l'équipe de campagne d'Arnaud Montebourg pour la primaire citoyenne de 2017.
Après la victoire de Benoît Hamon à la primaire citoyenne de 2017, il est nommé responsable thématique « Emploi » de sa campagne présidentielle,.
Candidat aux élections législatives de 2017 dans la première circonscription de la Nièvre, il échoue dès le premier tour et finit troisième, battu par Perrine Goulet de La République en marche !. Il annonce alors son retrait de la vie municipale et parlementaire — et par conséquent ne pas se représenter aux sénatoriales de la même année.
En octobre 2018, il quitte le PS et rejoint le parti Gauche républicaine et socialiste (alors nommé Alternative pour un programme républicain, écologiste et socialiste), proche de La France insoumise, créé par Marie-Noëlle Lienemann et Emmanuel Maurel. S’il anime le club de réflexion « Nos Causes Communes », et reste proche des fondateurs de GRS, il n’appartient plus aujourd’hui à aucun parti politique.

### Membre de la Cnil
De 2011 à 2016, il est membre de la Commission nationale de l'informatique et des libertés (Cnil). Il perçoit des indemnités à ce titre alors que l’article 4 de l’ordonnance n° 58-1210 du 13 décembre 1958 interdit leur cumul avec celles qui lui sont versées au titre de son mandat de sénateur .
Le 4 janvier 2013, il est renouvelé par le Sénat pour être membre de la Cnil. Il est à l'origine du vote d’une proposition de loi visant à interdire la « biométrie de confort » ainsi que d'un rapport parlementaire concernant l'open data sous l'angle de la protection des données personnelles et du droit à la vie privée.

### Recherche
Il est aujourd'hui responsable (avec David Weinberger) de l'Observatoire des Criminalités Internationales, fondé en 2020 par l'IRIS (Institut des Relations Internationales et Stratégiques). 
Chercheur associé à ce think tank, il porte ses analyses sur le crime organisé et sa dimension transnationale, sur les politiques de luttes contre ces réseaux, ainsi que sur les nouvelles menaces émergentes en la matière.

## Mandats
Mandats parlementaires
- 1er octobre 2011 - 1er octobre 2017 : sénateur de la Nièvre
- 12 juin 1997 - 30 septembre 2011 : député de la deuxième circonscription de la Nièvre (3 mandats)

Maire et conseiller municipal
- 18 juin 1995 - 18 mars 2001 : conseiller municipal de Cosne-Cours-sur-Loire (Nièvre)
- 19 mars 2001 - 30 mars 2014 : maire de La Charité-sur-Loire (Nièvre, 2 mandats)
- depuis le 31 mars 2014 : conseiller municipal de La Charité-sur-Loire